# Bretteville-sur-Ay
 Bretteville-sur-Ay  là một xã thuộc tỉnh Manche trong vùng Normandie tây bắc nước Pháp. Xã này nằm ở khu vực có độ cao trung bình 20 mét trên mực nước biển. Bretteville kết nghĩa với Sway, Anh.